# Maniola nurag
Maniola nurag är en fjärilsart som beskrevs av Ghilliani 1852. Maniola nurag ingår i släktet Maniola och familjen praktfjärilar. IUCN kategoriserar arten globalt som livskraftig. Inga underarter finns listade i Catalogue of Life.